# Tocomotxo
El tocomotxo és una estafa tradicional. L'estafa sol desenvolupar-se en llocs de trànsit on una persona aborda a la víctima manifestant tenir un bitllet de loteria premiat i que per alguna causa no pot cobrar. L'estafador ofereix a la víctima vendre-li el bitllet per menys diners del que correspon al premi.

## Funcionament
Normalment al·legarà motius convincents per a explicar la seva impossibilitat de cobrar el premi. Ser un estranger en situació irregular, estar en un procés de divorci i no voler compartir el premi amb la seva ex parella o haver de sortir de viatge amb urgència són algunes de les excuses més recurrents. Per a donar major credibilitat a l'estafa, irromprà un segon estafador (ganxo) que sol afirmar l'autenticitat del premi exhibint un llistat de bitllets premiats en un periòdic o comprovant el número en el telèfon mòbil. Quan la víctima compra el bitllet premiat i el cobrarà a la finestreta de l'administració de loteria comprova que el bitllet de loteria és fals, o no està premiat.
Entorn de la venda de Loteria i al posterior cobrament de premis, existeixen diverses modalitats d'estafes i estafes a les quals convé estar alertats.
L'època més propícia per a aquesta mena d'estafes és en els dies posteriors al Sorteig de Loteria de Nadal.